# Ahmed Hussen
Ahmed Hussen (en somalí: Axmed Xuseen) es un abogado y activista canadiense nacido en Somalia. El 19 de octubre de 2015 fue elegido para el Parlamento de Canadá por el distrito electoral de York South-Weston, en Ontario, siendo miembro del Partido Liberal de Canadá. El 10 de enero de 2017 fue nombrado como Ministro de Inmigración, Refugiados y Ciudadanía.

## Biografía
Nació en Somalia y emigró a Canadá como refugiado en 1993. Primero residió en Hamilton y después se trasladó a Toronto y, en 1996, a Regent Park.
Terminó la escuela secundaria en Hamilton. Para sus estudios postsecundarios, asistió a la Universidad de York, graduándose en historia en 2002. En 2012 se recibió de abogado en la Universidad de Ottawa.
En cuanto a su vida personal, es padre de tres hijos.

### Carrera
Comenzó su carrera en el servicio público en 2001, trabajando como voluntario en la Asamblea Legislativa de Ontario. Fue contratado al año siguiente como asistente de Dalton McGuinty, el líder de la oposición de la provincia, hasta noviembre de 2003, cuando fue ascendido a Asistente Especial, trabajando allí durante dos años.
Es el actual presidente del Congreso Somalí Canadiense (CSC). Bajo su liderazgo, el CSC se asoció con el Proyecto Canadiense de Paz Internacional y el Congreso Judío Canadiense para establecer el Proyecto de Tutoría Somalí-Judío Canadiense, tratándose del primer proyecto nacional de tutoría y desarrollo entre una importante comunidad musulmana y la comunidad judía.
En mayo de 2010, el Congreso Somalí Canadiense y el Proyecto Canadiense de Paz Internacional también se asociaron con la Fundación Global de Enriquecimiento para lanzar el Programa Somalí de Becas para Mujeres. Hussen se desempeña como director fundador del programa. Hasta 2012, fue miembro de la mesa redonda sobre seguridad del gobierno de Stephen Harper. Esta comisión, establecida en 2005, reunió a miembros de varias comunidades culturales y funcionarios gubernamentales canadienses.
Desde abril de 2013, como abogado, se especializa en Derecho Penal, la Ley de Inmigración y Refugiados y la Ley de Derechos Humanos en su estudio jurídico en Toronto.
En diciembre de 2014, se presentó como candidato para el partido Liberal de Canadá en el distrito electoral de York South-Weston para la 42° elección federal canadiense. Ganó la elección y se convirtió en el primer somalí-canadiense elegido a la Cámara de los Comunes y posteriormente en 2017 se convirtió en el primer somalí-canadiense del gabinete.